# Lessertia acanthorhachis
Lessertia acanthorhachis là một loài thực vật có hoa trong họ Đậu. Loài này được (Dinter) Dinter miêu tả khoa học đầu tiên.